# Marussia Motors
Marussia Motors (in russo Маруся Моторс?) è stata una casa automobilistica russa fondata nel 2007 e chiusa nel 2014; si trattava del primo costruttore di auto sportive della storia in Russia.

## Storia
Marussia progettava, sviluppava e produceva in Russia le auto della categoria sport B1 e B2. La Marussia B1 è stata lanciata il 16 dicembre 2008 a Mosca, nella stessa città è stata aperta la prima concessionaria il 10 settembre 2010.
La Marussia era di proprietà di Nikolaj Fomenko. Nel 2010 ha acquistato una significativa quota della scuderia di Formula 1 Virgin Racing, che è stata rinominata Marussia F1 Team nel 2012. Nell'aprile 2014, la società è stata sciolta e lo staff è passato a lavorare per un istituto tecnico governativo. La squadra ha continuato per qualche tempo come entità indipendente inglese, prima di essere messa in amministrazione controllata il 7 ottobre 2014. L'azienda ha dichiarato ufficialmente fallimento il 20 novembre 2014, dopo aver accumulato più di cento milioni di rubli di debito. Tutte le strutture della società sono state messe all'asta nel dicembre 2014 per poter coprire i debiti.

## Modelli di vetture

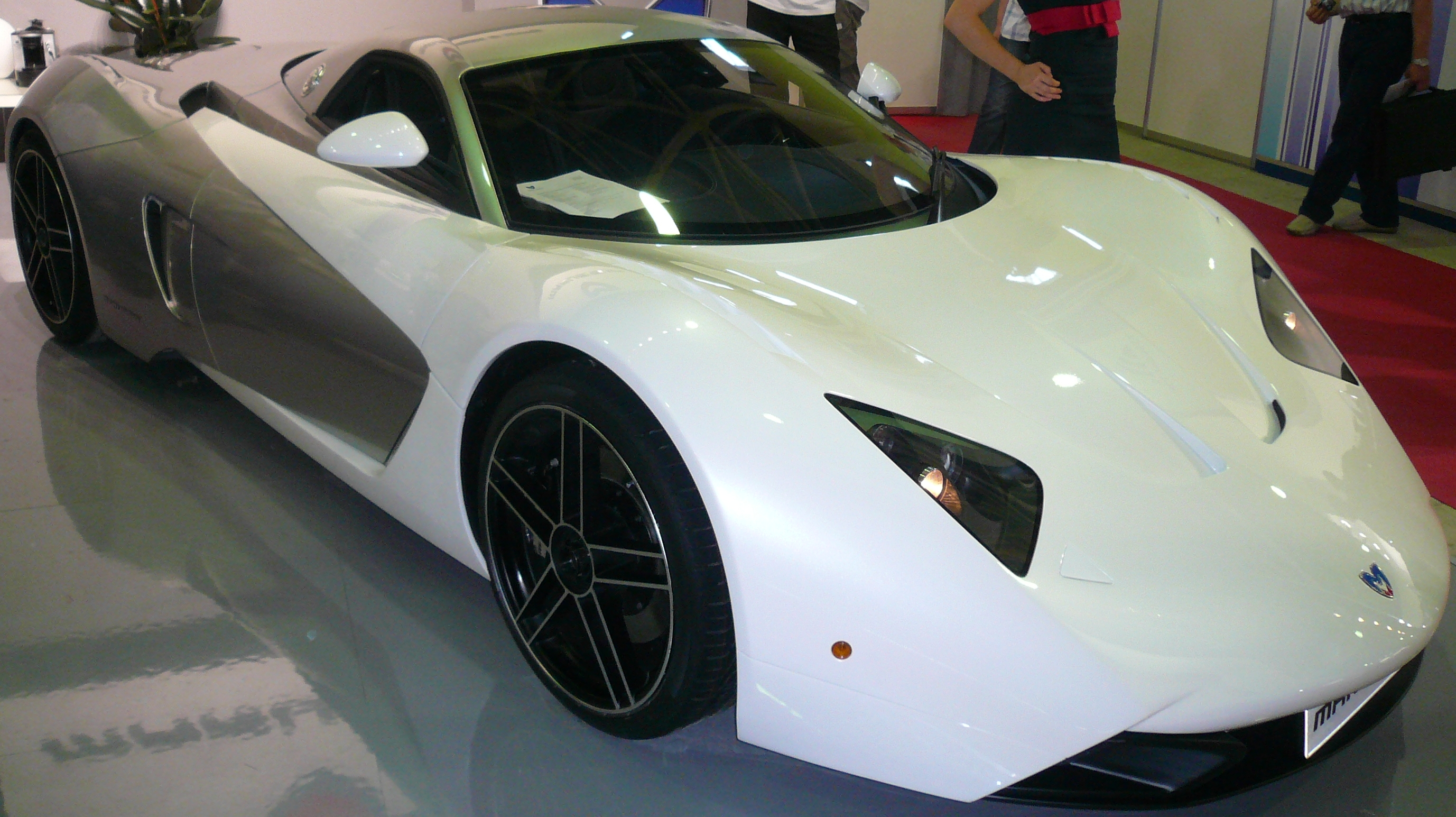
Marussia B1

La prima auto di categoria sport russa, nonché la prima auto prodotta dalla Marussia Motors, è la B1. Si tratta di un'auto a trazione posteriore per la quale la Marussia aveva previsto la produzione di sole 2999 unità.

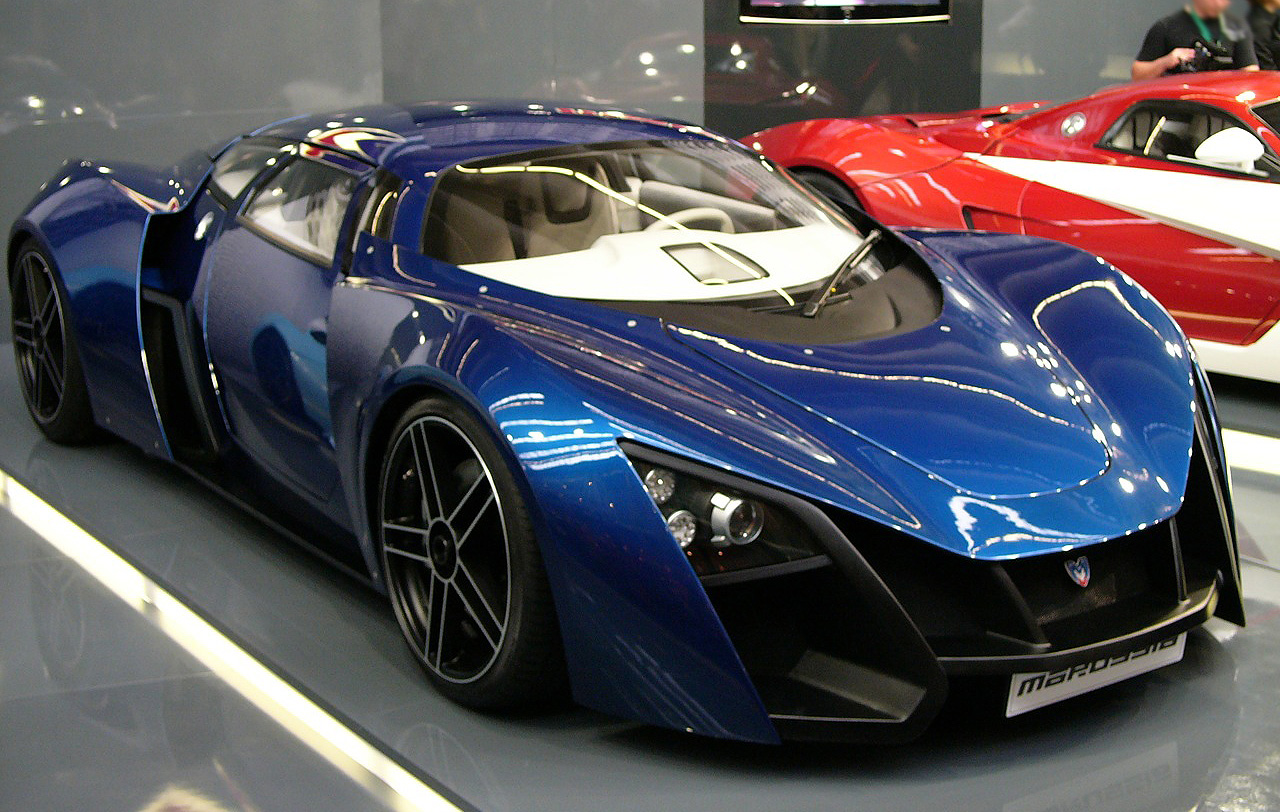
Marussia B2

La B2 proponeva un design aggressivo ed era disponibile con le stesse motorizzazioni della B1. Anche il costo di questa auto era lo stesso: circa 250000 €.
La B1 e la B2 sono basate sullo stesso telaio di acciaio ricoperto da pannelli di fibra di carbonio, che si differenziano solamente per la forma. Entrambi i modelli montavano il motore trasversalmente sull'assale posteriore.
La compagnia inglese Cosworth forniva due differenti motori V6. Uno era un aspirato da 3,5 litri e circa 300 hp, l'altro era un 2,8 litri turbo, presente in due versioni da 360 o 420 hp. La versione da 420 hp raggiungeva la velocità di punta di 250 km/h con un'accelerazione da 0 a 100 km/h in 3,8 secondi.
Entrambe le vetture avevano un cambio automatico a sette velocità. Un cambio a sei velocità manuale era in fase di sviluppo prima della chiusura.
La Marussia F2 è un modello di auto della categoria SUV. Secondo le sue specifiche, disponeva della possibilità di essere controllata per via remota, come un veicolo militare o di emergenza. Il prototipo è stato presentato il 2 maggio 2010. e avrebbe dovuto essere prodotto in 300 unità dalla Valmet Automotive.

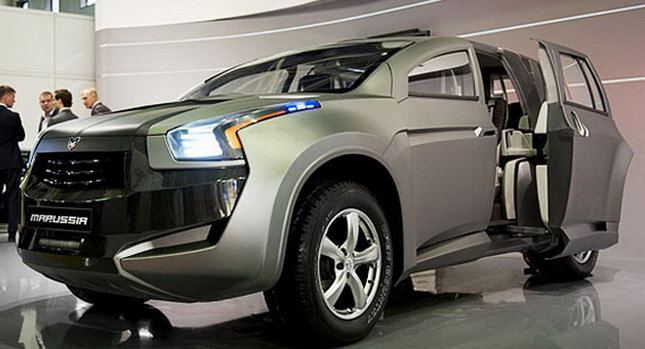
Marussia F2

## Marussia nei campionati motoristici sportivi

### Formula 1
Marussia Motors è stata proprietaria di una quota maggioritaria della scuderia di Formula 1 Virgin Racing che successivamente cambierà il suo nome, durante il 2012, in Marussia F1 Team, fino al 7 novembre 2014, quando ha presentato istanza di fallimento, a causa di gravi problemi finanziari.

## Progetti passati
Marussia Motors aveva progettato di aprire due sedi ulteriori a Londra e nel Principato di Monaco, con progetti di espansione nella maggior parte dell'Europa e in parte dell'Asia, lasciando solo a successive fasi l'ingresso nel mercato degli Stati Uniti d'America. Aveva presentato 7 modelli al salone dell'automobile di Francoforte del 2011, includendo un nuovo coupé, un SUV di categoria lusso e una piccola city car.